# Valleruela de Sepúlveda
Valleruela de Sepúlveda település Spanyolországban, Segovia tartományban. Valleruela de Sepúlveda San Pedro de Gaíllos, Condado de Castilnovo, Castroserna de Abajo, Prádena, Orejana és La Matilla községekkel határos. Lakosainak száma 52 fő (2024).

## Népesség
A település népessége az elmúlt években az alábbi módon változott:
| Lakosok száma | 73   | 70   | 61   | 61   | 60   | 57   | 52   | 51   | 53   | 52   |
|               | 2001 | 2004 | 2007 | 2009 | 2012 | 2014 | 2017 | 2019 | 2022 | 2024 |